# 龙狮戴尔
龍獅戴爾是一家英国運動用品品牌，成立于1960年，总部位于伦敦。该公司以第五代朗斯代尔伯爵休·劳瑟的名字命名。後來龍獅戴爾被福来莎集团收購。21世纪初，欧洲一些新纳粹分子喜歡穿該品牌的衣服，結果荷兰和德国某些学校禁止學生穿這種品牌的衣服。